# Epichalcoplethis porioni
Epichalcoplethis porioni är en skalbaggsart som beskrevs av Soula 2010. Epichalcoplethis porioni ingår i släktet Epichalcoplethis och familjen Rutelidae. Inga underarter finns listade i Catalogue of Life.